# Зуровка
Зуровка (укр. Зурівка) — село, входит в Бучанский район Киевской области Украины.
Население по переписи 2001 года составляло 30 человек. Почтовый индекс — 08000. Телефонный код — 4578. Занимает площадь 3,63 км². Код КОАТУУ — 3222755101.

## Местный совет
08000, Київська обл. Макарівський р-н, смт. Макарів, вул. Фрунзе, 30